# Il piccolo Hiawatha
Il piccolo Hiawatha (Little Hiawatha) è un cartone animato del 1937, incluso nella collana Sinfonie allegre, prodotto da Walt Disney con protagonista il piccolo indiano Hiawatha, meglio noto nelle traduzioni dei fumetti come Penna Bianca .
Fu l'ultimo cortometraggio della serie ad essere distribuito dalla United Artists.

## Trama
Vicino alle cascate di Minnehaha, un coraggioso bambino nativo americano di nome Hiawatha si avventura lungo la corrente del fiume a bordo della sua canoa. Decide di andare a caccia, benché armato solo di un piccolo arco che sa maneggiare a malapena. Dopo alcuni tentativi falliti di catturare qualcosa, adocchia e intrappola un coniglietto. Hiawatha sta per trafiggerlo, ma la bestiolina trema e singhiozza, così il bambino decide di risparmiarlo e getta via l'arco. In seguito Hiawatha finisce per svegliare un orso grizzly, che si avventa contro di lui. Il bambino, anche grazie all'aiuto degli altri animali, riesce a mettersi in salvo e a raggiungere la sua canoa. Una volta salitoci, viene spinto verso casa da tre castori, mentre gli altri animali lo osservano dalla riva del fiume.

## Distribuzione

### Edizione italiana
Il cortometraggio fu distribuito in Italia il 21 aprile 1971, insieme all'altro corto La balena ugoladoro, e fu abbinato alla riedizione di Dumbo - L'elefante volante; in questa edizione, il cui doppiaggio fu eseguito dalla C.V.D. e curato dal dialoghista Roberto De Leonardis, il nome Hiawatha venne tradotto in Penna Bianca. Il corto fu poi ridoppiato nel 1986 dal Gruppo Trenta, con dialoghi perlopiù differenti rispetto all'edizione originale, per l'inclusione nella VHS Le meravigliose fiabe del Grillo Parlante. Nel 2002, per la riedizione VHS, il corto fu nuovamente ridoppiato dalla Royfilm sotto la direzione di Leslie La Penna e con dialoghi più corretti scritti da Manuela Marianetti. Tale doppiaggio venne utilizzato nelle varie occasioni successive.

### Cinema
- Dumbo - L'elefante volante (1971)[2][3]

### Edizioni home video

#### VHS
- Le meravigliose fiabe del Grillo Parlante (dicembre 1986)[4]
- Le fiabe vol. 2 - Il brutto anatroccolo e le altre storie (maggio 2002)[5]

#### DVD
Il cortometraggio è incluso nel DVD Il brutto anatroccolo e altre storie.

#### Blu-Ray Disc
Il cortometraggio è incluso nel blu-ray disc di Pocahontas II - Viaggio nel nuovo mondo, uscito il 10 maggio 2012. 